# 肯德基原味炸雞配方

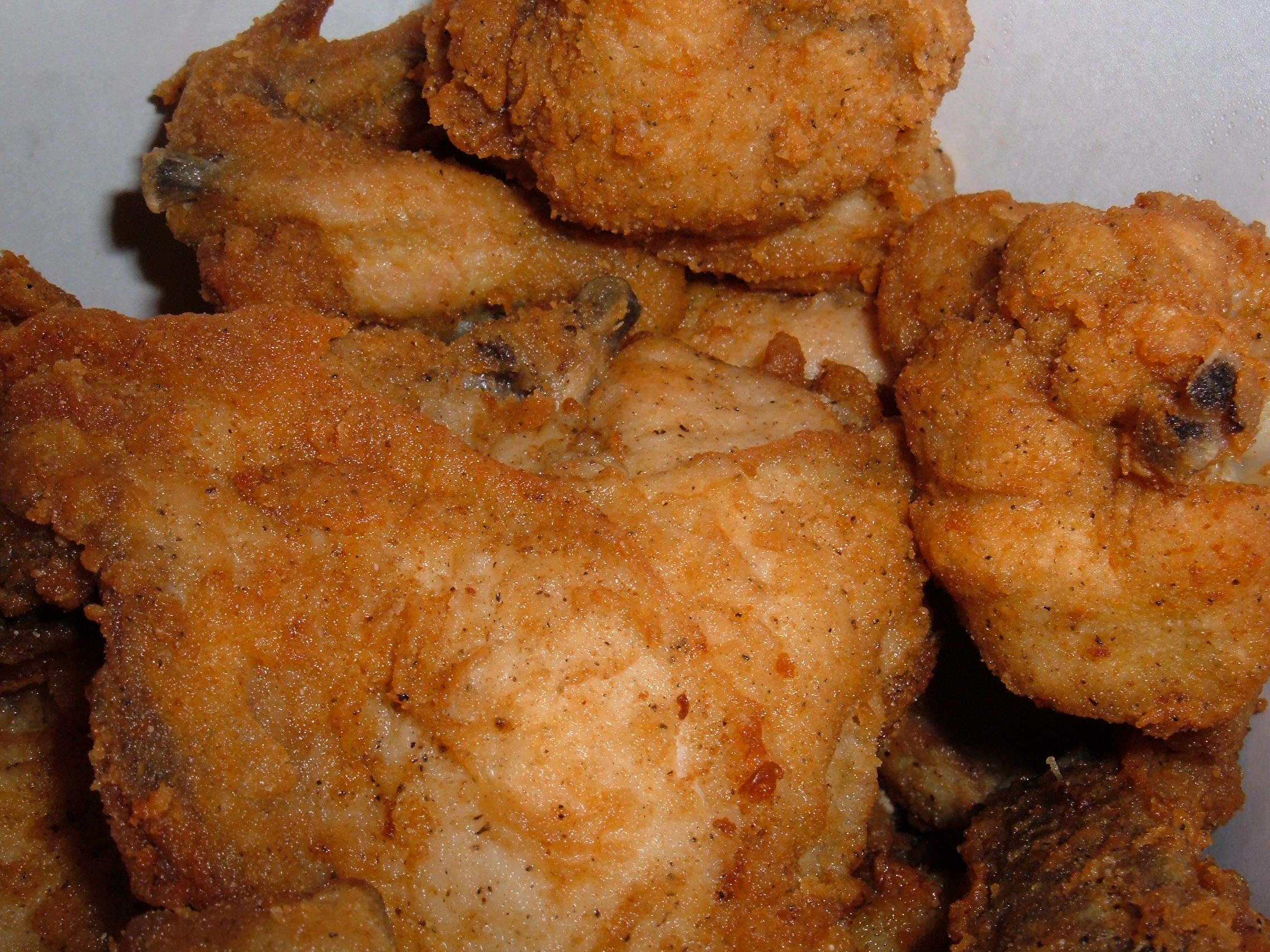
肯德基原味炸雞

肯德基原味炸雞配方（英語：KFC Original Recipe）是快餐店企業肯德基的一份秘密成分組合，用於製作炸雞。

## 歷史
在1930年代末期，哈蘭德·桑德斯在肯塔基州科爾賓開設一間加油站，因炸雞而著名；由此，桑德斯決定將加油泵拆除，原地興建一間餐廳以及汽車旅館。桑德斯在調整以11種藥草和香料組合而成的秘密配方同時，發現到煎雞排的時間太慢了，每份餐點需要30分鐘才能完成；雖然炸雞只需要一半的時間，但會產生出乾柴且受熱不均的雞排。1939年，他發現採用壓力油炸只需要8至9分鐘，就能夠製作出美味多汁的炸雞。1940年7月，桑德斯最終完善了他的配方，也就是著名的原味炸雞配方。
1950年代，桑德斯開始他的肯塔基炸雞事業後，該公司會將已經混合好的香料送往餐廳，用以保護配方的秘密。他當時坦承在配方中使用鹽和胡椒，並宣稱其成分「就在每個人的（廚房）架子上」。
桑德斯曾將植物油用於炸雞製程中。1993年時，因為成本考量，許多肯德基分店採用棕櫚油與大豆油的混合油用於炸雞製程。在日本，炸雞用油主要採用更昂貴的棉籽油和玉米油，因為日本肯德基相信這樣能提供更好的美味品質。
使用此配方製作出的炸雞產品，現時在中國大陸肯德基門店稱為吮指原味鸡，香港和澳門肯德基門店稱為家鄉雞，台灣肯德基門店稱為上校薄皮嫩雞。

## 反響
桑德斯的「11種藥草和香料」原味炸雞配方，是餐飲產業當中最著名的商業機密之一。著名的溫蒂漢堡創始人戴夫·湯瑪斯，認為秘密配方的概念之所以會成功，是因為「每個人都會想要保密」；前任肯德基負責人小約翰·楊·布朗則稱之為「出色的行銷策略」。《紐約時報》形容該配方為該公司最有價值的資產之一。此配方沒有申請專利，因為專利申請時必須要公開細節，並且要設定有效期限，而商業秘密可以永久維護該配方所有者的智慧財產權。
肯德基將原味炸雞配方作為與其他競爭者產品區別的手段。肯德基早期的連鎖營運者皮特·哈爾曼將其連鎖店的受歡迎程度，歸功於該配方與其產品，而約翰·楊·布郎（John Y. Brown）引用「難以置信的美味、幾乎上癮」的產品口號，作為維持肯德基競爭優勢的基礎。另一方面，品牌諮詢公司朗濤的董事總經理艾倫·亞當森（Allen Adamson），對於秘密配方的貢獻保持懷疑。他認為：「這則故事仍可能是這些公司的一部份民間傳說，但如果有超過2%的人因此而為該品牌買單，我會感到驚訝。」
依據原味炸雞配方的數量，肯德基官方推特僅跟隨11個帳號：6位名字為赫伯（Herb，意為藥草）的公眾人物（從政治到體育領域都有），以及辣妹合唱團（其英文當中有香料英文字眼）的5位成員。

## 配方
由桑德斯簽署的配方副本，以及11個裝有藥草和香料配方的小瓶子，被安全保存於路易斯威爾的肯德基總部內部保險庫。為了維持配方的秘密，其中一半的配方由格里菲斯實驗室（Griffith Laboratories）製造，並轉交味好美，由他們添加其餘的配方。
1983年，威廉·龐德斯通針對肯德基的炸雞粉主持了一項實驗室研究，並在其著作《大秘密》描述並宣稱檢測的樣本只包含麵粉、食鹽、味精以及黑胡椒。肯德基堅稱他們仍遵循桑德斯在1940年完成的原始配方。在托德·威爾伯的電視節目《最高機密配方》（Top Secret Recipe）當中，桑德斯的前任秘書雪莉·托普米爾（Shirley Topmiller）透露，桑德斯從他的母親得知藥用鼠尾草及夏季香薄荷是良好的雞肉調味料。此外，桑德斯的生前好友溫斯頓·謝爾頓（Winston Shelton）曾說其秘密配方包含塔拉塞里黑胡椒。
有充分的證據證明，哈蘭德·桑德斯要求美國印地安納州布朗斯敦馬里恩·凱香料公司（Marion-Kay Spices）的比爾·薩默斯（Bill Summers）重新調配他的11種藥草和香料混合物。桑德斯生前向肯德基的旗下連鎖店推薦馬里恩·凱的香料版本，因為他認為肯德基連鎖經營業者所製作的香料成品品質下滑，不如馬里恩·凱所製作的成品。1982年桑德斯過世後，肯德基向馬里恩·凱提起訴訟，而馬里恩·凱被禁止向肯德基連鎖店銷售他們的混合調味料產品。馬里恩·凱目前仍然以「99-X」的名稱銷售他們的調味料產品；根據桑德斯傳記作家約書亞·奧澤斯基所述，該產品與肯德基的原始配方毫無差異。
2016年8月，《芝加哥論壇報》報導，來自肯塔基州的桑德斯姪子喬·萊丁頓（Joe Ledington），宣稱在裝有剪貼簿的信封袋中，找到肯德基炸雞的手寫配方副本。該報員工根據這份配方進行一次烹飪測試，經過數次嘗試之後才成功。他們要判定手稿中的「Ts」指的單位是湯匙還是茶匙，隨後很快得出結論，其正確解釋為「湯匙」。在經過幾次嘗試錯誤之後，他們認為雞肉應該浸泡在白脫牛奶中，隨後以麵包粉混合香料配方包裹雞肉，接著以華氏350度進行壓力油炸直到呈現金黃棕色為止。由於壓力油炸鍋太大，因此他們使用油炸器作為替代方案。他們也宣稱，如果額外使用味精作為增味劑，就能製作出嚐起來與從肯德基訂來的炸雞「幾乎難以辨認」的炸雞成品。
由喬·萊丁頓發現的配方如下所述：
11種香料──混合2杯白麵粉
1. 2⁄3湯匙食鹽
2. 1⁄2湯匙麝香草
3. 1⁄2湯匙羅勒
4. 1⁄3湯匙牛至
5. 1湯匙芹鹽
6. 1湯匙黑胡椒
7. 1湯匙乾燥芥菜籽
8. 4湯匙紅甜椒粉
9. 2湯匙蒜鹽（英语：Garlic salt）
10. 1湯匙薑粉
11. 3湯匙白胡椒

雖然萊丁頓表示他不確定這就是原味炸雞配方，但他說在他小時候就為桑德斯混合其配方，並且還記得白胡椒是其中一個主要成分。